# Confodiopisa scopulorum
Confodiopisa scopulorum is een vlokreeftensoort uit de familie van de Eriopisidae. De wetenschappelijke naam van de soort is voor het eerst geldig gepubliceerd in 1983 door Stock.